# آسپیرو
آسپیرو (انگلیسی: Aspiro)یک شرکت فناوری از نروژ است که در سال ۱۹۹۸ پایه‌گذاری شد. تخصص این شرکت فراهم آوردن موسیقی دارای فشرده‌سازی بی‌اتلاف تحت رسانه جاری است. برندهای این شرکت شامل ویمپ و تیدال می‌گردد. مرکز آسپیرو در نروژ بوده و دفاتری در سوئد، لهستان، دانمارک و آلمان دارد.